# Clathraria acuta
Clathraria acuta är en korallart som beskrevs av Gray 1870. Clathraria acuta ingår i släktet Clathraria och familjen Melithaeidae. Inga underarter finns listade i Catalogue of Life.